# Raketball

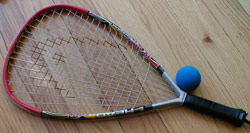
Raketball ütő és labda

A raketball a teniszben használatoshoz hasonló ütőkkel és üreges belsejű gumilabdával, erre a célra kialakított teremben játszott sportág.
Más hasonló sportokkal ellentétben a labda érintheti a padlót, a falakat, vagy akár a mennyezetet is.
Általában kettő, ritkábban 3 vagy 4 játékos játszik egyszerre.
Gyakran összekeverik az első ránézésre hasonló, ám másfajta teremben, másfajta ütőkkel, labdákkal és szabályok szerint játszott squash-sal.

## Külső hivatkozások
- Hivatalos szabályok (angolul)